# 5126 Achaemenides
5126 Achaemenides (1989 CH2) là một thiên thể Troia của Sao Mộc được phát hiện ngày 1 tháng 2 năm 1989 bởi Shoemaker, C. S. ở Palomar.